# Luciano Murrieta
Luciano Francisco Ramón Murrieta García-Ortiz de Lemoine, marquis de Murrieta, né à Arequipa (Pérou) le 1er septembre 1822 et mort à Logroño le 22 novembre 1911, est un militaire et viticulteur espagnol, connu pour être l'un des pionniers des productions réputées de La Rioja.

## Biographie
Il naît d'un père biscayen et d'une mère bolivienne, dans une famille spécialisée dans le commerce maritime, avec d'importants intérêts au Pérou et sur les marchés financiers londoniens. En 1824, après l'indépendance du Pérou, ils quittent le continent pour rejoindre l'Angleterre.
Lorsqu'ils s'installent en Espagne, Luciano intègre très tôt l'Armée. Il rencontre le général Espartero et réalise avec lui la campagne militaire de la première guerre carliste. Il restera son assistant personnel de 1840 à 1843, pendant toute la durée de la régence assumée par Espartero. Lorsque le général est exilé à Londres il l'accompagne, et c'est là qu'il commence à envisager son avenir d'une autre manière.
À son retour en Espagne, il abandonne rapidement la carrière militaire et s'installe à Logroño. Sa proximité avec Espartero, le mariage de ce dernier avec une riche famille de viticulteurs de La Rioja ainsi que l'aide matérielle qu'il lui concède (en particulier des vignobles et des caves anciennes et de grande qualité) lui permettent de se lancer dans le commerce du vin.
Il est vite remarqué pour son habileté à améliorer certains crus, et il reçoit différents prix internationaux, à une époque (le milieu du XIXe siècle) où la production française connaît une forte baisse comme conséquence de maladies de la vigne diffusées dans tout le territoire. Murrieta voyage à Bordeaux, sur les pas de Manuel Quintano y Quintano, précurseur dans le traitement des productions vinicoles de qualité, où il complète ses connaissances et apprend les dernières techniques en la matière. En 1850 il crée le premier vin dans la région de Duque de la Victoria.
À la mort d'Espartero, il lance ses propres caves et fait l'acquisition de nouveaux terrains, où il cultive vigne, céréales et huile d'olive, toujours avec une attention toute particulière portée sur la qualité des produits.
Il reçoit en 1892 le titre de marquis de Murrieta du roi Amédée Ier, en récompense et reconnaissance de son travail de production de vin.
Il est enterré dans la crypte familiale du cimetière de Santurtzi (Biscaye).